# Jablanica (Bulgaria)
Jablanica (in bulgaro Ябланица?) è un comune bulgaro situato nella Regione di Loveč di 6 612 abitanti (dati 2009). La sede comunale è nella località omonima

## Località
Il comune è formato dall'insieme delle seguenti località:
- Batulci
- Brestnica
- Dăbravata
- Dobrevci
- Goljama Brestnica
- Malăk Izvor
- Orešene
- Jablanica (sede comunale)
- Zlatna Panega